# Animathed
Animathed er en karakteristik ved visse ord. Et animat navneord vil betegne et væsen med evne til at tænke og handle med vilje. Modsat betegner et inanimat navneord noget uden vilje, for eksempel en ting.
På dansk er eksempler på animate navneord menneske, håndværker og kat, mens eksempler på inanimate navneord er stol og bog.
Simple dyr såsom mide og amøbe nævnes også af sprogfolk som inanimate. 
Animathed hos et navneord har betydning for hvilke udsagnsord der normalt kan benyttes med det. Gide og orke er eksempler på udsagnsord der normalt benyttes til animate navneord.